# 알레한드로 곤살레스 이냐리투
알레한드로 곤살레스 이냐리투(스페인어: Alejandro González Iñárritu, 스페인어 발음: aleˈxandɾo ɡonˈsales iˈɲaritu, 1963년 8월 15일 ~ )는 멕시코의 영화 감독, 영화 프로듀서, 영화 각본가이다.

## 생애
알레한드로 곤살레스 이냐리투는 1963년 멕시코 시에서 태어났다. 그는 1984년부터 라디오 방송국 WFM에서 DJ로 일하기 시작했고, 88년부턴 영화 음악 작곡을 시작하여 총 6편의 영화에 참여했다. 이후 미국 메인주와 캘리포니아주, 로스앤젤레스에서 영화 연출을 공부했고, 1990년부터 멕시코 TV 방송국 텔레비자 (Televisa)에서 연출자로 일했다. 한편 1991년에는 광고 영상, 단편 영화, TV 프로그램을 제작하는 회사 제타 필름(Zeta Films)을 창립하기도 하였다.
그의 첫 작품은 1995년에 만든 텔레비자의 TV용 중편 영화 《뒷돈》(Detrás del Dinero; Behind the Money)이었으며, 비평적으로 좋은 성과를 거두었다. 극장용 장편 영화 데뷔는 2000년 《아모레스 페로스》(Amores Perros)를 통해서 하였다. 이 영화는 칸 영화제 비평가 주간 대상과 영국 아카데미 상(BAFTA) 외국어 영화상을 수상했다.
첫 장편 영화를 통해 세계적으로 크게 주목을 받은 곤살레스 이냐리투는 곧바로 미국 할리우드로 진출하였다. 2001년, BMW가 기획한 단편 영화 시리즈 《하이어》(The Hire)의 다섯 번째 단편 "파우더 케그"(Powder Keg)를 만들었고, 2002년에는 미국 9/11 테러 사건을 되돌아보자는 의의로 기획된 앤쏠로지 영화 《2001년 9월 11일》(11'09"01 September 11) 내의 단편 "멕시코 (Mexico)"를 만들었다.
이후 그는 장편 영화도 할리우드에서 계속 만들어 나갔다. 2003년과 2006년에 각각 두 번째와 세 번째 장편 영화인 《21 그램》(21 Grams)과 《바벨》(Babel)을 만들었으며, 이 두 작품 역시 세계적으로 큰 호평을 이끌어 냈다. 《21 그램》은 이탈리아 베네치아 국제 영화제에 공식 경쟁 부문으로 출품되어 배우들이 많은 상을 받기도 했다. 《바벨》은 프랑스 칸 국제 영화제에 정식 초청되어 감독상을 수상하였고, 미국 골든 글로브 작품상도 수상하였다. 배우들 역시 연기 부문에 대해 《21 그램》만큼이나 많은 상을 받았다.
1년 뒤 그는 34개의 단편이 모아져 완성된 앤솔러지 영화 《그들 각자의 영화관》(프랑스어: Chacun Son Cinéma)에서 단편 "안나"(Anna)를 맡았다.
곤살레스 이냐리투는 알폰소 쿠아론, 기예르모 델 토로와 함께 "멕시코 스리 아미고(스페인어: Trío de Amigos, Cineastas Mexicanos, 세 친구"로 불리며 멕시코 영화의 신기수로 거론되어 오고 있다. 이들 세 명은 오랜 기간 우정을 쌓으며 함께 영화 작업을 해 오고 있으며, 2008년에는 영화사 "차차차 필름"(Cha Cha Chá Producciones)을 공동으로 설립하기도 하였다.

### 근황
2010년, 그는 미국, 로스앤젤레스에서 두 아이, 그리고 아내인 마리아 엘라디아 하게르만 드 곤살레스(María Eladia Hagerman de González)와 함께 살고 있으며, 네 번째 장편 《뷰티풀》(Biutiful)을 한창 제작하고 있는 중이다.

## 작품 특징
곤살레스 이냐리투의 작품은 공통적으로 사람들의 처절하고 끔찍한, 고통스러운 정서를 주제로 한다. 특히 극장용 장편 영화 세 작품은 "죽음 3부작"(Death Trilogy), 또는 "비극 3부작"(Tragedy Trilogy)으로 엮어지기도 하는데, 인간의 사랑, 무너진 가족, 그리고 상실 등 복잡한 인간 내면의 심리를 심도 있게 다뤘다는 평을 받았다.
그의 또 다른 특징은 이야기에 다중 플롯을 구성함과 동시에 그 작은 이야기들이 긴밀하게 연결이 되는 하이퍼링크 시네마 (Hyperlink Cinema)를 추구한다는 점이다.
곤살레스 이냐리투는 각본에 기예르모 아리가, 촬영에 로드리고 프리에토, 프로덕션 디자인에 브리짓 브로치, 편집에 스티븐 미리오니, 그리고 음악에 구스타보 산타올라야와 긴 세월 호흡을 맞추며 영화 작업을 해 오고 있다.

## 작품 목록
| 연도 | 한국어 개봉명                             | 스페인어 개봉명                               | 영어 개봉명                                       | 담당                   | 비고                                                          |
| --- | ----------------------------------------- | --------------------------------------------- | ------------------------------------------------- | ---------------------- | ------------------------------------------------------------- |
| 2026 | 주디                                      |                                               | Judy                                              | 감독, 각본, 제작       |                                                               |
| 2022 | 바르도, 약간의 진실을 섞은 거짓된 연대기  | BARDO, Falsa Crónica de unas Cuantas Verdades | Bardo (or False Chronicle of a Handful of Truths) | 감독, 각본, 제작       |                                                               |
| 2015 | 레버넌트: 죽음에서 돌아온 자              |                                               | The Revenant                                      | 감독, 각본, 제작       |                                                               |
| 2014 | 버드맨                                    |                                               | Birdman                                           | 감독                   |                                                               |
| 2010 | 비우티풀                                  |                                               | Biutiful                                          | 감독, 각본, 제작       |                                                               |
| 2009 | 어머니와 아이                             |                                               | Mother and Child                                  | 기획                   | 로드리고 가르시아 감독 작품                                   |
| 2008 | 러프 앤 벌거                              | Rudo y Cursi                                  | Rough and Vulgar                                  | 제작                   | 카를로스 쿠아론 감독 작품                                     |
| 2007 | 《그들 각자의 영화관》 중에서 단편 "안나" |                                               | To Each His Own Cinema’s a Segment "Anna"         | 감독, 각본             | 34개의 단편 (Segment)으로 구성                                |
| 2006 | 바벨                                      |                                               | Babel                                             | 감독, 제작             | - 칸 영화제 감독상 수상 - 죽음 3부작 중 마지막 작품           |
| 2005 | 블랙 불                                   | Toro Negro                                    | Black Bull                                        | 기획                   | 다큐멘터리 영화                                               |
| 2005 | 나인 라이브스                             |                                               | Nine Lives                                        | 기획                   | 로드리고 가르시아 감독 작품                                   |
| 2003 | 21 그램                                   |                                               | 21 Grams                                          | 감독, 제작             | - 베네치아 영화제 경쟁 부문 출품 - 죽음 3부작 중 두 번째 작품 |
| 2002 | 《2001년 9월 11일》 중에서 단편 "멕시코"  |                                               | 11'09"01 September 11’s a Segment "Mexico"        | 감독, 각본, 제작, 편집 | 11개의 단편 (Segment)으로 구성                                |
| 2001 | 하이어: 파우더 케그                       |                                               | The Hire: Powder Keg                              | 감독, 각본, 편집       | BMW《The Hire》시리즈 중에서 다섯 번째 작품                   |
| 2000 | 아모레스 페로스                           | Amores Perros                                 | Love's a Bitch                                    | 감독, 제작, 편집       | - 죽음 3부작 중 첫 번째 작품 - 극장용 장편 감독 데뷔작        |
| 1996 | 링어                                      | El Timbre                                     | The Ringer                                        | 감독, 각본             | 중편 영화                                                     |
| 1995 | 뒷돈                                      | Detrás del Dinero                             | Behind the Money                                  | 감독, 각본             | TV용 중편 영화                                                |
| 1989 | 호랑이의 발톱                             | Garra de Tigre                                | Tiger Claw                                        | 작곡                   |                                                               |
| 1987 | 외로운 짐승                               | Fiera Solitaria                               | Lonely Beast                                      | 작곡                   |                                                               |
| 1987 | 아름다운 쌀롱의 한 남자                   | Un Macho en el Salón de Belleza               | A Man in the Beautiful Salon                      | 작곡                   |                                                               |
| 1986 | 여자 교도소의 한 남자                     | Un Macho en la Cárcel de Mujeres              | A Man in the Women's Prison                       | 작곡                   |                                                               |
| * 표시 = 미완성 작품 / 붉게 색칠된 영화 = 극장용 장편 / 푸르게 색칠된 영화 = 앤솔러지 영화 (Anthology Film) |                                           |                                               |                                                   |                        |                                                               |

## 같이 보기
- 알폰소 쿠아론
- 기예르모 델 토로
- 차차차 필름